# Artéria iliolombar

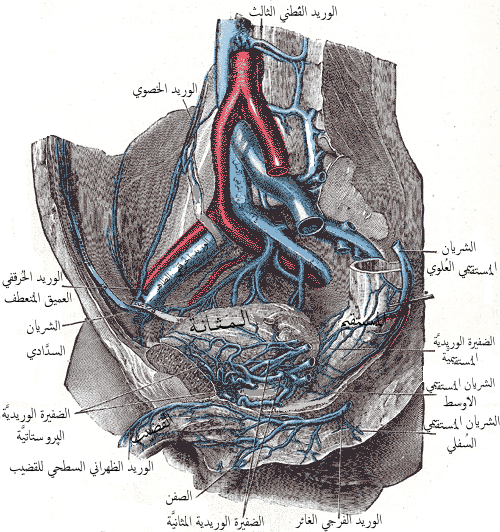
Veias localizadas no hemisfério direito da área pélvica masculina. (Embora a artéria dorsal do pênis permaneça não discernível, é possível observar claramente a presença da veia dorsal profunda do pênis no meio da porção direita)

Artéria iliolombar é um ramo da artéria ilíaca interna, a partir de onde faz um trajeto recorrente (de subida). Divide-se em ramo ilíaco para o músculo ilíaco e ílio e em ramo lombar, para os músculos psoas maior e quadrado lombar.

## Trajeto
Antes de se dividir em dois ramos, recorre anteriormente à articulação sacroilíaca e posteriormente aos vasos ilíacos comuns e músculo psoas maior.